# Pen Duick VI
Pour les articles homonymes, voir Pen Duick.
Pen Duick VI est un ketch en aluminium de 22 mètres commandé en 1973 par Éric Tabarly pour la Whitbread (course autour du monde en équipage) et dessiné par André Mauric. Dernier de la série des Pen Duick, il a remporté la Transat anglaise en solitaire de 1976 (OSTAR) aux mains de Tabarly.

## Caractéristiques
Construit en aluminium par l'arsenal de Brest, Pen Duick VI est à la fois léger (pour l'époque) et très robuste. Il dispose d'une innovation technologique avec sa quille en uranium appauvri, offert par le Commissariat à l'énergie atomique, dont la densité supérieure à celle du plomb (normalement utilisé pour les lests des bateaux à voile) permet à parité de masse la réalisation d'un "saumon" plus petit et de réduire la traînée hydrodynamique. Cette caractéristique a été débattue par l'Union nationale pour la course au large et le Royal Ocean Racing Club, qui ont décidé en 1978 d'autoriser le Pen Duick VI à concourir, mais de lui donner un handicap correspondant à l'avantage procuré par l'uranium sur le plomb. Le bateau avait été disqualifié lors d'un tour du monde en 1977 pour cette même raison.
Tabarly et Mauric collaborent étroitement à tous les détails de la conception, de l'agencement du pont aux aménagements intérieurs. Afin de ménager le repos de l'équipe hors quart (Tabarly organise son équipage en deux bordées), l'habitat de Pen Duick VI est ainsi séparé en deux coursives, une par bordée.
À l'origine, le grand-mât est posé sur le pont plutôt que de descendre jusqu'à la quille, un choix technique qui s'avérera lourd de conséquences.
La barre franche de secours, très dure à manœuvrer en raison de la taille du bateau, aurait selon la légende été sculptée en une forme suggestive par Olivier de Kersauson.

## Histoire
Dès la première étape de la Whitbread 1973, Portsmouth-Le Cap, Pen Duick VI confirme son potentiel et prend la tête. Malheureusement, il subit un démâtage qui le contraint à une escale technique à Rio de Janeiro. Un mât de rechange, qui doit être coupé de 1,5 m pour rentrer dans la soute ce qui s'avéra néfaste pour ce mât, est acheminé de France par avion et l'équipage peut rejoindre Le Cap juste à temps pour le départ de la seconde étape, Le Cap-Sydney, que Pen Duick VI remporte brillamment. Mais peu après le départ de la troisième étape vers Rio, le bateau est victime d'un nouveau démâtage. Tabarly abandonne, retourne réparer à Sydney et ramène ensuite le bateau à Brest.
Un troisième démâtage pendant la saison 1974 convainc Éric Tabarly et André Mauric d'adopter un mât renforcé, posé sur la quille, au prix d'un alourdissement de plus de 300 kg. Pen Duick VI ne connaîtra plus de problème de mât et Tabarly remporte avec lui le Triangle Atlantique en 1975.
Pendant cette course, Tabarly apprend qu’il est impossible de construire le multicoque auquel il pensait pour disputer la Transat anglaise en solitaire de 1976 (OSTAR). Il fait alors l'audacieux pari de s'y engager à bord de Pen Duick VI, pour lequel il conçoit une série de modifications qui lui permettront de mener seul un bateau prévu pour être mené par un équipage de 14 marins. À cette occasion, Tabarly invente aussi la « chaussette à spi » maintenant adoptée sur un bon nombre de voiliers, qui lui permet de manœuvrer seul et en sécurité une voile de 350 mètres carrés.
Cette Transat 1976 à la météo terrible, au cours de laquelle plusieurs favoris feront naufrage et deux concurrents trouveront la mort, sera la plus belle page de gloire de Pen Duick VI. Privé très tôt de pilote automatique par une avarie et coupé du monde, car n'utilisant pas sa radio, Tabarly essuie cinq énormes dépressions et coupe la ligne à Newport en vainqueur à la surprise générale, devançant de quelques heures son grand rival et ancien équipier Alain Colas sur Club Méditerranée, un quatre-mâts colossal de 70 mètres.
Pour rallier la course autour du monde à Auckland en 78, Tabarly et son équipage traversent le Pacifique au départ de Los Angeles jusqu'aux îles de la Société. Ils rencontrent brièvement Jacques Brel qui s'est retiré aux Marquises. Parmi les équipiers figurent : Titouan Lamazou, Jean-Louis Étienne, Jean-François Coste, Philippe Poupon, Olivier Petit, Éric Loizeau, Pierre Lenormand. Le grand reporter Christian Brincourt tourne un documentaire à cette occasion.
Par la suite, Tabarly cesse les courses avec Pen Duick VI pour se concentrer sur une formule révolutionnaire, le multicoque à hydrofoils, avec laquelle il battra le record de la traversée de l'Atlantique sur Paul Ricard.  En 1981, pourtant, Tabarly décide d'engager Pen Duick VI, repeint en blanc et rebaptisé Euromarché du nom de son sponsor, dans la troisième édition de la Whitbread. Le bateau subit une profonde remise à neuf qui permet de l'alléger de près de quatre tonnes. Mais l'architecture navale, aidée par l'arrivée de l'ordinateur, a fait d'énormes progrès en moins d'une décennie. Euromarché ne finit qu’à la dixième place à une semaine du vainqueur, le Néerlandais Conny van Rietschoten (en) sur Flyer II.
Par la suite, le bateau retrouve son nom et sa coque noire d'origine. La famille Tabarly en reste propriétaire mais le met à la disposition du "Club de Croisière Pen Duick" nouvellement fondé qui offre des stages de croisière aux Antilles et autour du monde. Il est ensuite mis à la disposition de l'Association Eric Tabarly et basé à la Cité de la Voile à Lorient, pendant quelques années. Depuis juillet 2018, Marie Tabarly a repris son bateau pour réaliser son projet de tour du monde intitulé Elemen'Terre.

### Retour en course
Après une belle participation à l’édition 2021 de la Rolex Fastnet en catégorie « IRC Overall » (classée 123ème sur 184), Marie Tabarly, fille d'Éric Tabarly, annonce sa participation à l'Ocean Globe Race 2023 sur ce bateau avec 11 autres équipiers dont 70%  de bénévoles,. Pen Duick VI termine la course le plus rapidement (Line Honours) et se place 5e au classement IRC général, malgré 72h et 12h de pénalités (pénalité pour triche manche 1 et réparation de voile manche 3), en ayant progressé au classement tout au long des 4 manches et gagné les 3e et 4e manches au réel et la 4e manche en IRC.

## Iconographie

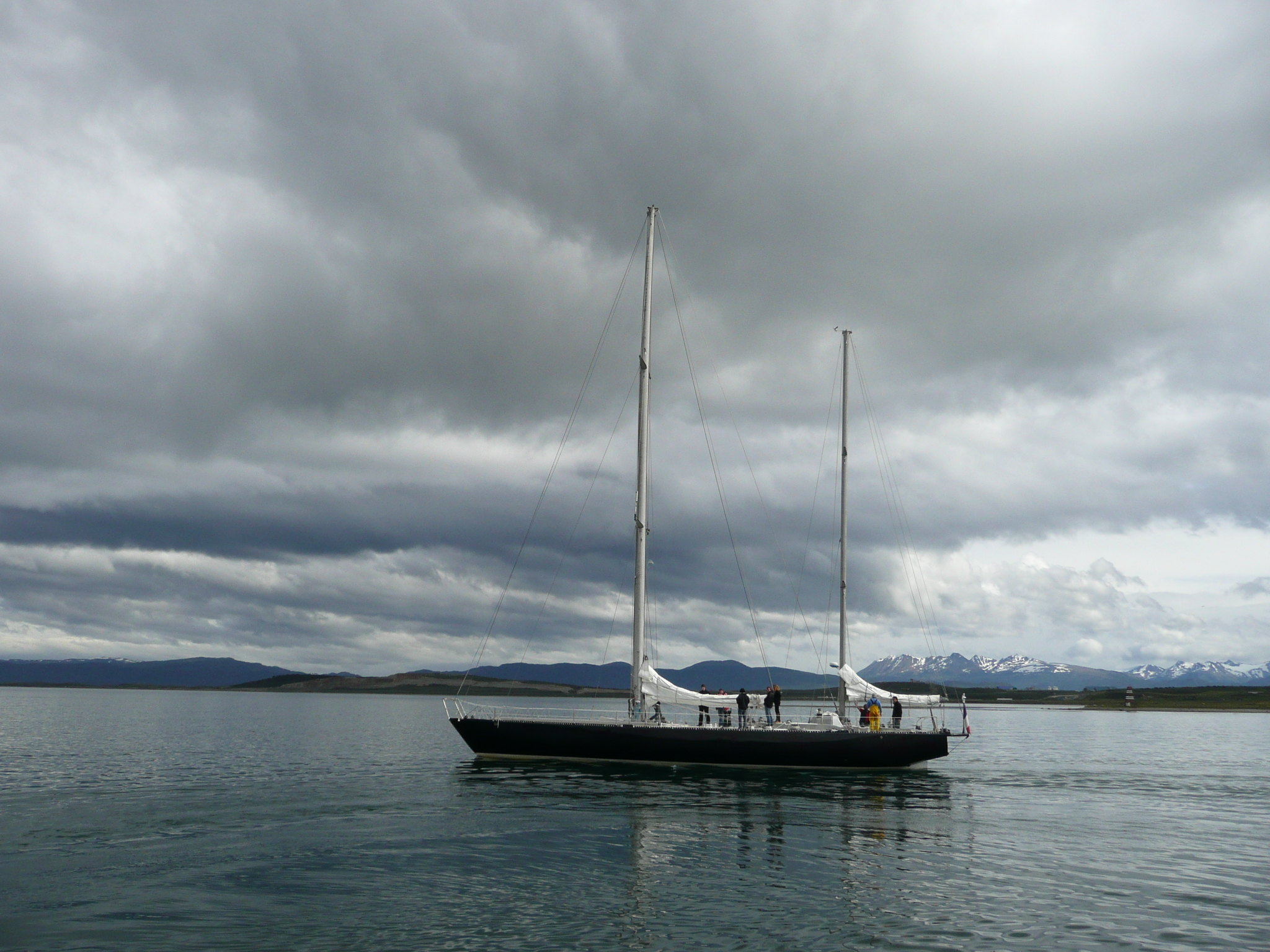
Pen Duick VI dans la baie d'Ushuaïa en 2008.
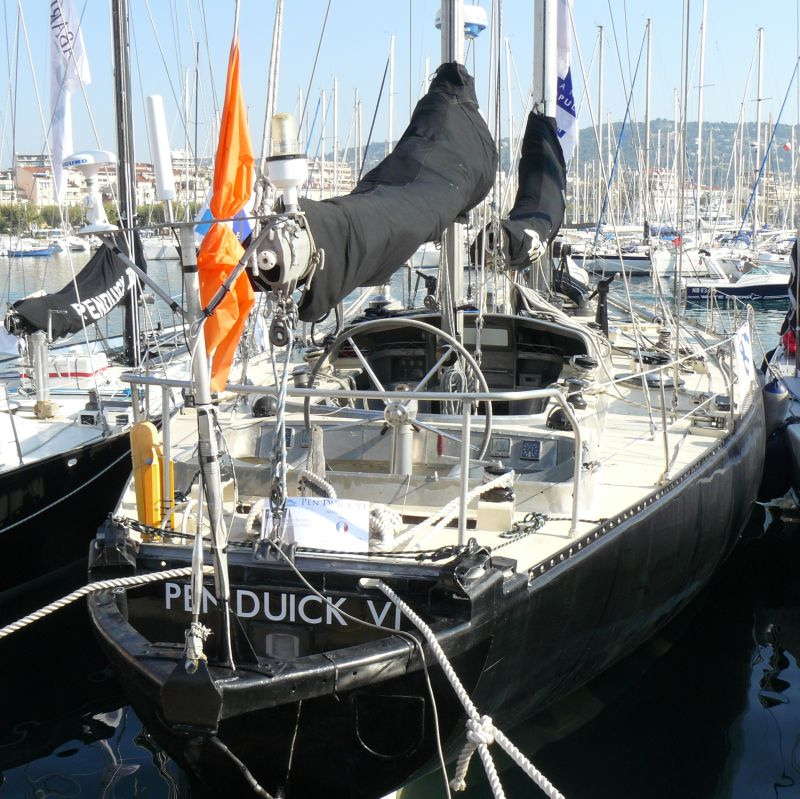
Pen Duick VI dans le vieux port de Cannes, lors des régates royales de septembre 2009.
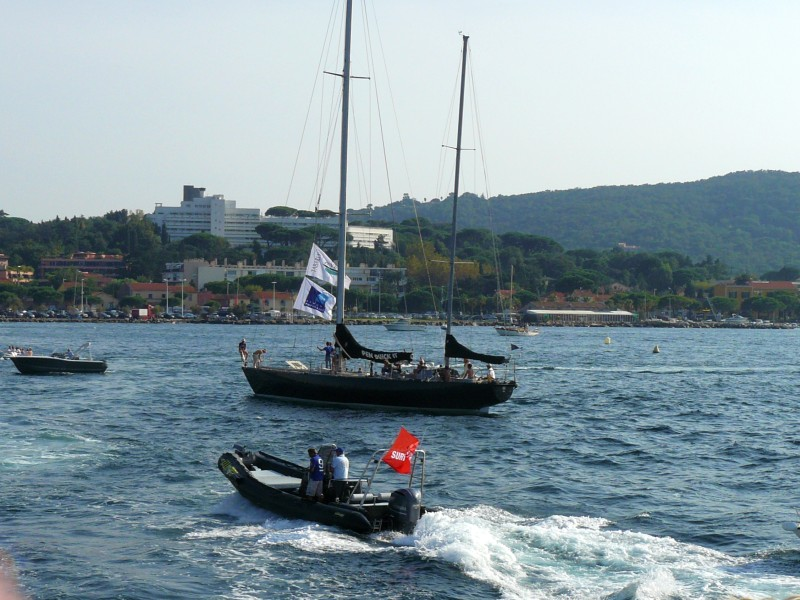
Pen Duick VI entrant dans le port de Saint-Tropez, le 27 septembre 2009, arrivant de Cannes après les régates royales.
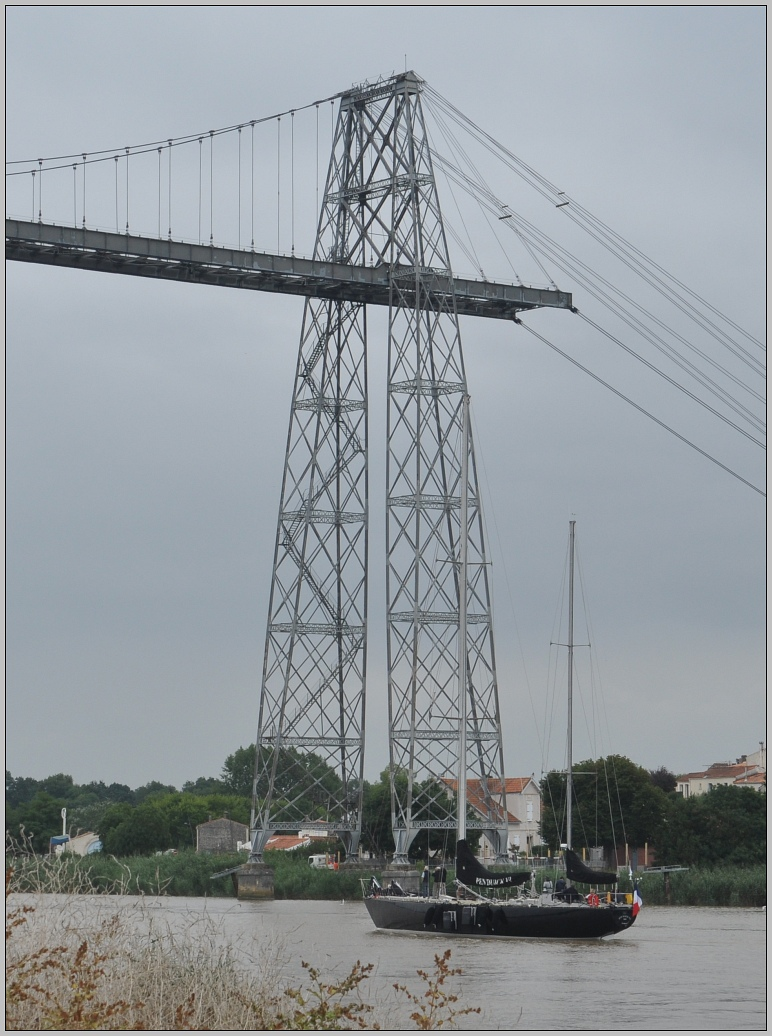
Pen Duick VI remonte la Charente sous le pont du Martrou - Rochefort France, le 17 août 2016.